# دانيال سميث (لاعب دوري الرغبي)
دانيال سميث (بالإنجليزية: Daniel Smith)‏ هو لاعب دوري الرغبي بريطاني، ولد في 20 مارس 1993 في Pontefract ‏ في المملكة المتحدة.